# 妙傳寺 (岡山市)
妙傳寺（みようでんじ）は、岡山県岡山市北区東花尻にある日蓮宗の寺院である。山号は顕号山という。吉備中山山麓にあり付近には西花尻に正法寺、妙法華寺、東花尻に立成寺などがある。

## 歴史
永禄年間の1558年頃に日戒により備前国尾上に開創された。岡山藩主池田光政の時代に行われた日蓮宗不受不施派の弾圧（寛政の法難）を逃れるため現在地に移転し難を逃れたという。

## 境内
- 本堂

## 歴代
- 日戒